# Kathleen Ferrier
Kathleen Mary Ferrier (n. 22 aprilie 1912, Higher Walton⁠(d), South Ribble, Anglia, Regatul Unit al Marii Britanii și Irlandei – d. 8 octombrie 1953, Londra, Anglia, Regatul Unit) a fost o cântăreață contraltistă britanică. A câștigat o reputație internațională ca interpretă de operă, prin concerte și înregistrări. Repertoriul său mergea de la balade populare la muzică clasică; a excelat mai ales în interpretări de lieduri și oratorii. Decesul său, la zenitul carierei, în urma unui cancer mamar care nu era cunoscut publicului, a produs un șoc în lumea muzicală a vremii.